# Estación de Villaverde-Tarilonte
Villaverde-Tarilonte es una estación ferroviaria con parada facultativa situada en el municipio español de Santibáñez de la Peña en la provincia de Palencia, comunidad autónoma de Castilla y León. Presta servicio a las pedanías de Villaverde de la Peña y Tarilonte de la Peña. Forma parte de la red de ancho métrico de Adif, operada por Renfe Operadora a través de su división comercial Renfe Cercanías AM. Cuenta con servicios regionales de la línea R-4f, que une Léon con Bilbao. La estación registró durante 2021 la entrada de 68 usuarios, correspondiente a los servicios regionales de Media Distancia.

## Situación ferroviaria
La estación se encuentra situada en el punto kilométrico 113,1 de la línea férrea de ancho métrico de La Robla y León a Bilbao (conocido como Ferrocarril de La Robla), entre las estaciones de Santibáñez de la Peña y Castrejón de la Peña, a 1114,11 metros de altitud. El kilometraje es el histórico, tomando la estación de La Robla como punto de partida. El tramo es de vía única y no está electrificado. Según Adif, la denominación oficial de la línea a la que pertenece la estación es la 08-790 (Asunción Universidad-Aranguren).

## Historia
Tras la ceremonia de inauguración de la línea el 11 de agosto de 1894, la estación fue abierta al tráfico el 14 de septiembre de 1894 con la puesta en marcha del tramo Cistierna-Sotoscueva no quedando La Robla y Bilbao finalmente unidas sin transbordo en Valmaseda hasta el 15 de diciembre de 1902. Forma parte de las estaciones originales de la línea.
Las obras y la explotación inicial de la concesión corrieron a cargo de la Sociedad del Ferrocarril Hullero de La Robla a Valmaseda, S.A. (que a partir de 1905 pasó a denominarse Ferrocarriles de La Robla, S.A.). 
En 1972, FEVE compró la compañía debido a la decadencia que padecía la línea, provocada por la falta de rentabilidad que sufrió la industria del carbón. Sin embargo, bajo el mandato de la empresa pública la explotación empeoró y la línea se cerró en 1991.
Esta medida no fue bien aceptada por los vecinos de las zonas afectadas que pidieron su reapertura. A partir de 1993, la línea comenzó a prestar servicio por tramos y el 19 de mayo de 2003, merced a un acuerdo con la Junta de Castilla y León, se reanudó el tráfico de viajeros entre León y Bilbao.
El 1 de enero de 2013, se disolvió la empresa Feve en un intento del gobierno por unificar vía ancha y estrecha, encomendándose la titularidad de las instalaciones ferroviarias a Adif y la explotación de los servicios ferroviarios a Renfe Operadora, distinguiéndose la división comercial de Renfe Cercanías AM para los servicios de pasajeros y de Renfe Mercancías para los servicios de mercancías.

## La estación
Se sitúa a 1,4 km al sur de Villaverde de la Peña siguiendo la carretera local   PP-2244 . El edificio de viajeros se encuentra a la izquierda de las vías en kilometraje ascendente, frente al cual circula la única vía principal. Es una construcción a dos alturas y tejado a dos aguas, con tres vanos (tapiados) de arcos de medio punto por costado y planta. Un amplio banco de obra, cuyo respaldo es la propia pared del edificio, se sitúa en su cara este. En una original actuación posterior se aprovechó el antiguo depósito de agua para máquinas de vapor como refugio, añadiendo dos columnas. También se amplió y recreció el andén para adaptarlo a los estándares de los trenes de la línea.

## Servicios ferroviarios

### Regionales
Los trenes regionales que realizan el recorrido León - Bilbao (línea R-4f) tienen parada en la estación. Su frecuencia es de 1 tren diario por sentido. En las estaciones en cursiva, la parada es discrecional, es decir, el tren se detiene si hay viajeros a bordo que quieran bajar o viajeros en la parada que manifiesten de forma inequívoca que quieren subir. Este sistema permite agilizar los tiempos de trayecto reduciendo paradas innecesarias.
Las conexiones ferroviarias entre Villaverde-Tarilonte y el resto de estaciones de la línea, para los trayectos regionales, se efectúan exclusivamente con composiciones de la serie 2700
| Línea | Origen/Destino   | Paradas intermedias | Destino/Origen |
| ----- | ---------------- | --- | -------------- |
|       | Bilbao Concordia | Amézola · Basurto Hospital · Zorroza-Zorrozgoiti · Iráuregui · Zaramillo · Sodupe · Aranguren · Aranguren-Apeadero · Zalla · Valmaseda · Arla-Berrón · Ungo-Nava · Mercadillo-Villasana · Cadagua · Bercedo-Montija · Quintana · Espinosa de los Monteros · Redondo · Sotoscueva · Pedrosa · Dosante Cidad · Robredo Ahedo · Soncillo · Cabañas de Virtus · Arija · Llano · Las Rozas de Valdearroyo · Montes Claros · Los Carabeos · Mataporquera · Cillamayor · Salinas de Pisuerga · Vado-Cervera · Castrejón de la Peña · Villaverde-Tarilonte · Santibáñez de la Peña · Guardo-Apeadero · Guardo · La Espina · Valcuende · Puente Almuhey · Cerezal de la Guzpeña · Prado de la Guzpeña · La Llama de la Guzpeña · Valle de las Casas · Sorriba · Cistierna · La Ercina · Boñar · La Vecilla · Matallana · San Feliz · Asunción/Universidad · Ventas/San Mamés | León-Matallana |